# Lac de Kardjali
Le réservoir de Kardzhali est un réservoir formé par le barrage de Kardjali, situé à moins de 1 km à l'ouest de la ville de Kardjali dans la oblast de Kardjali, Bulgarie. C'est le deuxième plus grand réservoir en volume du pays. Il est situé sur la rivière Arda, un affluent gauche du fleuve la Maritsa, qui a son embouchure en mer Égée.

## Présentation
Le réservoir a une zone de captage d'eau de 1 182 km2 et un volume maximum de 539,9 millions de m3. Lorsqu'il est rempli à sa capacité maximale, la surface du réservoir est de 16,07 km2 à une altitude de 324,3 mètres. La centrale hydroélectrique est située au pied du barrage.

## Aménagements et écologie

### Construction et mise en service
Le barrage fut construit entre 1957 et 1963 et fut mis en service l'année de son achèvement.

### Peuplement
Le réservoir fut récemment peuplé artificiellement avec des perches communes. Les poissons furent prélevé dans le réservoir d'Ovcharitsa .
Le premier événement historique du réservoir remonte aux années 1970, lorsqu'il fut peuplé artificiellement par des poissons-chats. Aujourd'hui, il y en a pesant 100 kg. Plus tard, 45 000 carpes ont également été introduites dans le réservoir.